# Janez Vajkard Valvasor
Janez Vajkard Valvasor [jánes vájkart válvazor] (nemško Johann Weichard Valvasor, Freiherr zu Galleneck und Neudorff, Herr zu Wagensperg und Liechtenberg), latinsko Joannes Vaykardus Valvasor ali Joannes Waicsardy Valvasor) arhaično tudi Janes (Janez) Bajkort Valvasor, kranjski plemič, polihistor, član Kraljeve družbe, * maj 1641, Ljubljana (krščen 28. maja), † pred 16. novembrom 1693, Krško.
O njegovi izobrazbi in bogastvu priča mogočna knjižnica, v kateri je imel vsa tedaj pomembna znanstvena dela. Zbiral je instrumente, star denar in razne zanimivosti. Po tedanji plemiški navadi je izpopolnjeval svoje znanje in si nabiral izkušnje na potovanjih po tujini (Nemčija, Severna Afrika, Francija, Švica) in v vojaških službah, v letih 1663 in 1664 se je udeležil vojne proti Osmanom. Ko se je leta 1672 vrnil, je kupil gradova Bogenšperk, Črni potok in že porušeni grad Lihtenberg, ter hišo v Ljubljani. Vse to premoženje je kasneje zaradi stroškov njegovih dejavnosti moral prodati, saj so le ti presegli Valvasorjeve denarne vire. Na Bogenšperku si je uredil delavnico-bakroreznico in dal pripeljati avstrijskega mojstra Andreja Trosta, ki je prej delal na Štajerskem, pri Vischerju. Z njim so sodelovali še drugi slikarji in grafiki na Kranjskem, med najbolj znanimi je bil Almanach.
Leta 1692 je ostal brez večine svojega premoženja, ker ga je vložil v potovanja, grafike in natise knjig. Umrl je leta 1693 v 52. letu starosti v Krškem.

## Zgodnje življenje in mladost
Janez Vajkard Valvasor se je rodil maja 1641 v Ljubljani, najverjetneje na Starem trgu, v rodbino Valvasor kot dvanajsti od sedemnajstih otrok deželnega odbornika in glavnega prejemnika kranjskih deželnih stanov Jerneja Valvasorja in njegove druge žene, baronice Ane Marije Ravbar z gradu Krumperk. Krstna botra sta mu bila baron Konrad Ruess pl. Ruessenstein z gradu Strmol ter starejša sestra Janezove matere, Regina Doroteja Reisp (roj. Ravbar). Valvasorjev oče je bil lastnik gospostev Gamberk in Medija na Izlakah, kjer je mladi Valvasor preživel svoje otroštvo skupaj s 16 brati in sestrami.
Pridobitev baronskega naziva ni povsem jasna. Ko je bila leta 1667 Valvasorjeva mlajša linija povzdignjena v baronski stan je bil Janez Vajkard že več let v tujini, na Kranjsko pa se je vrnil šele 4 leta kasneje. Baronski naziv se prvič pojavi ob njegovem imenu šele leta 1681 v pozdravni pesmi Pavla Ritterja Vitezovića v albumu Topografija sodobne nadvojvodine Koroške. Po mnenju zgodovinarja Borisa Golca si je Valvasor baronski naziv pripisal kar sam.
Mladost je Janez Vajkard preživel najbrž podobno kot večina njegovih plemiških vrstnikov. V enajstem letu starosti mu je umrl oče Jernej, po smrti matere Ane Marije pa je Valvasorjev starejši polbrat Karel iz očetovega prvega zakona, ki je že pred očetovo smrtjo prevzel deželnosodno gospostvo Gamberk, prevzel še Medijo in postal varuh svojih mlajših sorojencev, katerim je kasneje izplačal tudi njihov delež premoženja.

### Izobrazba
Okoli očetove smrti je Valvasor začel z izobrazbo na jezuitski gimnaziji v rojstni Ljubljani; v svojih delih o očetih jezuitih in njihovih šolah govori zelo pohvalno, vendar le na splošno:
Tako kot so bili v državi v ta namen ustanovljeni zelo dobri seminarji in šole, še posebej jezuitski očetje v svojih kolegijih kažejo hvalevredno marljivost pri poučevanju mladih študentov mojstrsko v humanističnih vedah, zlasti v latinščini, elokvenci in umetnosti sklepanja (ali logiki), in pri tem poučevanju uporabljajo izjemen način in spretnost.— Janez Vajkard Valvasor, Slava vojvodine Kranjske
V zapisih o neočitnih vezah s hudičem navaja dejanja svojega sošolca v četrtem in petem razredu, ki si je, zapeljan po slabem zgledu, z iglo prebadal telo, ne da bi pri tem krvavel ali čutil bolečino; ko se je kasneje Valvasor ukvarjal z naravoslovjem je to tudi sam prakticiral, saj poskus temelji na naravnih zakonih in lastnostih medeninaste igle, ki je edina primerna za to. Okoli leta 1655 naj bi, kot navaja v popisu Ljubljanice, opazil povodnega strahu ali povodnega moža, ki se je dvignil iz vode in skušal v reko pahniti meščana, ki se je mimo kruharne vračal ponoči domov z ženitovanja. Iz navedene lokacije je mogoče sklepati, da je Valvasor kot študent stanoval v bližini.
Valvasor je v Ljubljani absolviral t.i. studia inferiora. Po jezuitski praksi so se njegovi profesorji pogosto menjali, magistri vsako leto, patri pa so ostajali dlje. Med redkimi izjemami je bil pater Franc Harrer, ki je bil, z izjemo leta 1652, profesor, običajno prefekt ali preceptor, več kot deset let, torej tudi v času Valvasorjevega šolanja. Pater Janez Ludvik Schönleben, ki je na Janeza Vajkarda kasneje pomembno vplival, je bil prefekt samo v obdobju 1650/1651, ker pa je bil julija 1651 poklican na Dunaj ter dve leti kasneje izstopil iz jezuitov, je težko reči, koliko je kot profesor na Valvasorja že tedaj vplival. V 1650. letih je na ljubljanski gimnaziji poučeval tudi znameniti jezuitski dramatik Dunajčan Henrik Söldner.
Nadaljnje izobrazbe mladi Valvasor ni iskal na univerzi, to pa je verjetno vplivalo na razvoj njegove samosvoje in neodvisne osebnosti; njegova stopnja izobrazbe je bila le tolikšna, da se ni usmeril v kabinetno učenjaštvo. Znanje in izkušnje je izpopolnjeval na potovanjih po tujini in v vojaški službi. Šolanje je Janez Vajkard končal v svojem sedemnajstem letu in nato bil od jeseni 1658 do 1672 v glavnem zdoma. Na svoje prvo potovanje se je Janez Vajkard odpravil verjetno leta 1659 ali pa že leto prej, vendar o le-tem kot o drugih njegovih prvih potovanjih ni konkretnejših podatkov.

### Vojskovanje v Slavoniji
V letih 1663 in 1664, morda tudi še za dalj časa, se je Valvasor, poleg mnogih kranjskih plemičev, z dvanajstimi tovariši, ki so vodili s seboj tudi svoje služabnike in hlapce, kot prostovoljec udeležil avstrijsko-turške vojne. V Slavonski krajini se je pod osebnim poveljstvom slavnega vojaka, hrvaškega bana grofa Nikolaja Zrinjskega, na kar je bil zelo ponosen, pogosto udeleževal raznih spopadov s sovražnikom v Testa-Piccolominijevem regimentu, kjer je bil konjeniški stotnik Adam pl. Albendorff. Pri omembi Zrinjskega Valvasor navaja banov junaški značaj in osebne vrline, ki so mu pripomogle do uspehov in osebne slave, s tem pa je zavračal tedaj med vojaki močno razširjeno prepričanje, da so priljubljeni poveljnik in njemu podobni, tudi Albendorff, na nadnaraven, hudičev način zaščiteni ali utrjeni pred kroglo in sabljo.
Na vojnem pohodu po Slavoniji se je Valvasor nekoliko seznanil s to deželo. V zvezi s tem obdobjem omenja nekatere stvari, ki so se mu zdele pretresljive, npr., kako so na kol nasajenim odsekanim turškim glavam po nekaj tednih zrasli lasje in brada, ali, kako Senjani, Vlahi ali Uskoki, kadar Turku odsekajo glavo, slednjo dvignejo, da jim v usta kaplja še vroča kri, iz tega zapisa pa je razvidno zagrizeno sovraštvo do Turkov in brezmejna krvoločnost.
V tem obdobju je Valvasor osebno spoznal soborca grofa Karla Vajkarda Purgstalla, katerega v Slavi vojvodine Kranjske posebej hvali. Purgstall je kasneje padel v zadnji vojni s Francijo.

### Večletno potovanje
Po vojski se je Valvasor za krajši čas vrnil domov. V tem obdobju je radovedno obiskoval bližnjo in daljno okolico rodbinskega gradu ter se seznanjal s kraji, ljudmi in običaji. Nato se je odpravil večletno potovanje.

#### Dunaj
Prvi podatek o dolgem potovanju sega v jesen leta 1666, ko naj bi oktobra na Dunaju v bližini Rdečega stolpa, v Arnoldovi hiši, kjer je bil na hrani pri nekemu g. Meintzerju, brez kakršne koli prevare lastnoročno tingiral funt svinca z granom tinkture v najžlahtnejše zlato; tinkturo je izdelal alkimist Johann de Monte Sniders, ki je bil prav tako tam na hrani in, ki je po tem, ko so Dunajčani, od katerih so mu najuglednejši zaupali, ugotovili, da je njegova alkimistična umetnost varljiva, pobegnil skupaj s svojo v moškega preoblečeno ženo, vendar je s Valvasorjem ostal v korespondenčni zvezi dokler je živel. V istem obdobju se je Valvasor na Dunaju zanimal za delo astronoma in astrologa Tomaža Damascena, ki naj bi za nekega češkega grofa izdelal tri zrcala v katerih posameznik vidi vse kar si želi videti. Na Valvasorja je na Dunaju napravil vtis tudi zvonik stolnice sv. Štefana, ki naj bi po njegovih besedah po višini, okrasju in popolnosti presegal vse zvonike v cesarstvu, z izjemo stolpov v Straßburgu in Landshutu.
Nadaljna smer potovanja ni povsem jasna. Valvasor navaja, da je zatem potoval po Nemčiji, na Nizozemsko, v Francijo, Švico in Italijo. Potoval je prek tedaj z gusarji ogroženega Sredozemskega morja celo v severno Afriko, v pismu Kraljevi družbi v Londonu pa omenja še Anglijo, Dansko in Španijo. V različnih državah in kraljestvih, tudi v Afriki, je obiskal več zanimivih podzemnih jam, vendar nobena ni bila tako izjemna kot jame na Kranjskem. V poročilih o doživetjih je precej skromen.

#### Nemčija in Nizozemska
Iz potovanja po Nemčiji in Danski navaja, da se plovba po Renu, Donavi ali Lechu ne more primerjati s truda polno in nevarno vožnjo po Savi; stanje na Savi je po njegovem mnenju enako kot na slapovih Rena pri Schaffhausnu, kjer pa si, v nasprotju z izkušenimi savskimi brodniki, nihče ne upa peljati. V grofiji Stollberg v Braunschweigu si je ogledal kapniško Baumannovo jamo, ki je zaslovela že v 16. stoletju, vendar je zapisal, da je na Kranjskem mnogo čudovitejših jam, predvsem v Jami in Postojni. Pri primerjavi višine Kamniških Alp z višino salzburških gora in gorovja v Bergthalsgadnu je prišel do nedvomne ugotovitve, da so kranjski snežniki mnogo višji. Ko se je okoli leta 1669 nekaj dni mudil v Bambergu je pri korarju Hansu Adamu Coglu dobil v branje del sodnega protokola, ki ga je Coglov oče napisal v obdobju, ko je bilo v Bambergu sežganih mnogo domnevnih čarovnikov in čarovnic.
Okoli istega leta je bil Valvasor tudi v Amsterdamu na Nizozemskem; v zapisih primerja slabi sirkov kruh s Krasa in Pivke s podobnim boljšim holandskim kruhom in vestfalskim pumperniklom. Poleg tega omenja še, da bloški smučarji v hitrosti prav nič ne zaostajajo za holandskimi drsalci.

#### Severna Afrika
Leta 1669 je Valvasor obiskal Afriko, kjer si je ogledal nekaj jam in puščavo Libije, poseben razlog, ki je ga je gnal v Afriko pa je bilo v domovini razširjeno prepričanje, da kranjski plemiči, ki so izpuščeni iz turškega ujetništva za popotnico prejmejo smrtonosen strup, ki učinkuje po več mesecih ali celo po enem letu; na ta način naj bi umrla Rut Grabenski in Volf Engelbert Turjaški, poleg njiju pa tudi sicer neimenovani gospodje Lamberg, Ravbar, Obritschan, Gall, Kozjak, Mordax, Mündorffer in mnogi drugi. Kot je sam trdil je verjel, da znajo Afričani pripraviti isti strup. Ko se je tako mudil v Afriki, mu je 15. julija v Tunisu ugledni muslimanski učenjak Ali Haisa odkril način priprave in delovanja omenjenega strupa kot veliko skrivnost, ki je znana le redkim, v zameno pa mu je Valvasor povedal nekatere Afrikancem neznane skrivnosti. Valvasor je takoj po razkritju spoznal, da je strup resničen in se je čudil njegovemu obstoju, hkrati pa je ugotavljal, da bi bilo protistrup izdelati zelo težko. Prošnje iz mnogih krajev, da bi razkril pripravo strupa je zavrnil, ker bi s tem priprava tako hudega strupa postala splošno znana. Razprava o strupu je Valvasorja zapeljala v poročilo o posebnem smodniku, ki naenkrat začne delovati na različnih mestih, vendar je, ker je menil, da je svet bolj naklonjen uničevanju kot ohranjevanju, poročilo o tem še tisto uro, ko ga je zapisal s skrivno pisavo, zbrisal.

#### Francija
V Franciji je v primerjavi z drugimi državami Valvasor na svojem potovanju prebil največ časa, hkrati pa je njegov čas v Franciji najbolje opisan. Ni jasno, po kateri poti je Valvasor prišel v Francijo; najbrž je na svojem prvem potovanju po Franciji potoval po smeri Amsterdam - Lille - Pariz - Lyon, in dalje proti morju.
Valvasor je v Francijo prišel že okoli leta 1667. V Parizu si je pri nekemu vojvodu ogledal raznovrstne redkosti. Vojvoda, ki je opazil Valvasorjevo vnemo je gostu pustil preizkusiti kovincko zrcalo, ki pokaže kar posameznik želi videti. Istega leta se je Valvasor zadrževal še v Lyonu, kjer je izvedel, da je tam iznajdba nekega revnega trgovca, s katero dobi taft in drugo svileno blago poseben lesk, že vsem znana; omenjena iznajdba je nekaj let veljala za veliko skrivnost in so jo šteli med hudičeva odkritja, vendar Valvasor v zapisu pojasnjuje, da je iznajdba povsem naravna in da jo povzroči boraksova voda.
Leta 1668 je Valvasor v kraljevskem francoskem švicarskem pehotnem regimentu izpopolnil svoje vojaško znanje, ki ga je pred leti pridobil od grofa Zrinjskega v Slavoniji med avstrijsko-turško vojno. V to obdobje sega zapis o dveh svojih vojaških tovariših, nekem Hesu in nekem Poljaku plemenitega rodu, ki sta služila tako v Španiji v vojni s Portugalsko kot tudi tedaj v francoskih četah na strani Portugalske, kjer sta se znašla po razpletu dogodkov. Valvasor se je z njima seznanil ob sklenitvi miru med Španijo in Portugalsko, ko sta vojaka vstopila v kraljevi francoski švicarski regiment, v kateremu je služil tudi Valvasor. Vojaka naj bi na nenavaden način prakticirala preklete umetnije; Poljak naj bi, če je imel pri sebi tri lase neke osebe, to osebo priklical k sebi, kar je počel zlasti z ženskami, to čarovnijo pa je naučil tudi Hesa, da bi si med seboj pomagala v primeru vojnega ujetništva, v kateremu sta se nekoč res znašla.
Leta 1669 je bil Valvasor v Afriki, leto kasneje pa je bil ponovno v Franciji; ker je Thomasu Galu pisal, da je bil v Španiji, je možno, da je bil tam zaradi vojske ali zaradi potovanja v Afriko. Ob povratku se je verjetno izkrcal v Toulonu, ki je bilo od 16. stoletja dalje pomembno francosko pristanišče v Sredozemlju. V Toulonu je tudi stanoval, v gostišču Pri zlatem levu (francosko Au Lion d'Or) v bližini pristanišča.
Poleti 1670 je obiskal več krajev in naravnih znamenitosti v bližini Toulona v bližini Sainte-Baume. 6. julija je obiskal romarski kraj Saint-Maximin-la-Sainte-Baume, ki naj bi bil povezan s samim začetkom krščanstva v Provansi. Ogledal si je baziliko in relikvije, naslednjega dne pa je v družbi štirih spremljevalcev protestantske vere nadaljeval pot do Grotte de la Sainte-Baume, kjer naj bi po legendi pokorniško živela Marija Magdalena. Povzpel se je tudi na 998 m visoki Saint-Pilon. Valvasor je naprej potoval po južni Franciji, zagotovo vsaj še v pokrajino Languedoc, kjer je v mestu Beaucaire nad vrati ene najimenitnejših mestnih palač pritegnil njegovo pozornost lepo oblikovan kamniti rodbinski grb Valvasorjev. BIl je tudi v Toursu in ob reki Loiri v Touraini. V bližini si je ogledal tudi kapniške jame.
Istega leta se je Valvasor dlje časa ostal v Lyonu, kjer je bil na trgu Bellecour v hiši maison du Pin priča poskusu nekega Angleža, ki naj bi brez sleparjenja baker z enim granom tingiral v čisto zlato; pri tem Valvasor navaja, da s tem poskusom nikakor ni dokazan kamen modrosti, saj je taka sprememba le skoncentriran ekstrakt zlata. Med prvim ali drugim obiskom Lyona je Valvasor izvedel tudi poskus z zrcalom, v katerem se ženska pod določenim kotom vidi golo; medtem, ko so nekateri razlagali, da so tu na delu hudičeve moči, Valvasor navaja, da zrcalo deluje po naravnih zakonih z lomom in odsevom svetlobe pri ogledalih, v katerih se kaže slika gole ženske in glava žive osebe, ki se ogleduje.
V Lyonu in drugih krajih si je Valvasor pridobil krog znancev, s katerimi je še kasneje ostal v zvezi. Enemu izmed teh, Henriju Garbusatu, je Valvasor poslal v Lyon primerke kranjskih okamnin. Kaj vse je Janeza Vajkarda v tujini zanimalo in kaj je študiral, ni povsem jasno, saj dnevnik, v katerega je po lastni izjavi s tajno pisavo zapisoval vsa opazovanja in doživetja, ni ohranjen. Kljub temu so podatki o tem prisotni v njegovem kasnejšem delu, posebno nekajkrat v Slavi vojvodine Kranjske. Predvsem se je zanimal za naravo, posebno še njene redkosti. Poudarja, da mu ni bilo žal ne časa ne truda, da bi kaj nenavadnega videl ali spoznal. Ukvarjal se je z matematičnimi in fizikalnimi vedami, o čemer pričajo dela v njegovi knjižnici, zbirka matematičnih instrumentov, katere je kasneje uporabljal pri kartografskem in topografskem delu, v rokopisu pa je ostalo nekaj razprav s tega področja. Valvasorjeve umetnostne izdaje in grafična zbirka pričajo o zanimanju za umetnost. Upravičena je domneva, da je veljalo njegovo polihistorsko zanimanje vsem panogam, s katerimi se je pozneje v svojih delih izkazal, in da je na tujem že pridobil del svojih kasnejših zbirk, zlasti instrumente, grafične liste in risbe.
Leta 1671 je bil Valvasor ponovno v Nemčiji, kjer je v Bambergu izdal neko iz francoščine v nemščino prevedeno knjižico. Leto kasneje je bil po skoraj 6 letih potovanja ponovno v domovini, kjer si je sklenil ustvariti dom in družino, hkrati pa uresničevati svoje študijske načrte.

## Ustalitev na Bogenšperku in grafično podjetje
V bližini svojega doma v okolici Litije si je za soprogo izbral Ano Rozino Graffenweger pl. Graffenau; zakon sta sklenila 10. julija 1672 v Šmartnem pri Litiji. Prve dni po poroki sta živela na gradu Slatna. 27. septembra sta zakonca Valvasor na Dolenjskem od barona Franca Albrehta Khaysella kupila gospostva Bogenšperk, Črni potok in tedaj že podrti Lihtenberg, za kar sta odštela 20.000 goldinarjev kranjske veljave, 200 zlatnikov v gotovini in 100 državnih tolarjev v gotovini, ki jih je plačala Ana Rozina za likof. Čeprav so bila posestva v polni lasti zakoncev Valvasor, kupnina vse do leta 1689 ni bila poravnana; dediščina, ki jo je Janezu Vajkardu izplačal polbrat Karel in ženina dota sta znašala zgolj polovico kupnine. Od dohodkov gospostev je Valvasorjeva družina živela dvajset let, od tu pa je Janez Vajkard tudi črpal sredstva za svoje študijsko in polihistorično delo. Za svojo rezidenco si je Valvasor izbral grad Bogenšperk, v katerem je dal urediti kapelo Matere božje z Jezuščkom na begu v Egipt.

### Bogenšperško grafično podjetje
Po Valvasorjevih besedah je bilo na Bogenšperku malo ogleda vrednega, razen zbirke matematičnih instrumentov ali njegove male knjižnice in še nekaterih drugih stvari, med drugimi magneta, ki dvigne železo, 42-krat težje od lastne teže. Zbirka, za katero je Valvasor odštel precej denarja, je vsebovala tudi predmete, ki so ne le na Kranjskem, temveč tudi v drugih deželah pomenila pravo redkost.
Da bi svoje založniške in znanstvene načrte lahko uresničil, je zbral tudi knjižnico in dragoceno grafično zbirko; oboje je tedaj na Kranjskem po vrednosti in obsegu nekaj izjemnega. Knjižnica, ki je bila znana tudi pri najimenitnejših knjigarnarjih v Nürnbergu in Frankfurtu, je z leti narasla na nekaj tisoč zvezkov z vseh področij duhovnega ustvarjanja, posebno dobro pa je bila založena z zgodovinskimi, potopisnimi, geografskimi, kartografskimi in matematičnimi deli. Knjige so bile v različnih jezikih in pisavah, med drugimi tudi knjige v cirilici. Večina Valvasorjevih knjig je bila opremljena z Valvasorjevim ekslibrisom, ki je bil, kot je bilo pri plemstvu običajno, heraldičen, dodan pa mu je bil trak z začetnicami lastnikovega imena in posesti.
Kmalu je spoznal, da svojih želja in načrtov brez bakroreznice in tiskarne za plošče ne bo mogel uresničiti. Oviro je velikopotezno odpravil tako, da je 12. aprila 1678 na Bogenšperku ustanovil lastno grafično podjetje, prvo na slovenskih tleh. Delavnica je bila na gradu prav tako pa tudi njeno osebje:
Bil sem tudi — ne da bi se hvalil — prvi, ki je vpeljal v to preslavno vojvodino Kranjsko bakrotisk. Da, tukaj na Bogenšperku sem 1678. leta sam napravil tako delavnico in pri sebi v gradu vzdrževal nekaj let bakrorezce in tiskarje.— Janez Vajkard Valvasor
Da bi mogel opraviti načrtovano delo, je zbral okrog sebe risarje in bakrorezce, domače, nemške in holandske mojstre ter jih v širši ali ožji sestavi vzdrževal na svoje stroške na Bogenšperku do izida Slave vojvodine Kranjske. Glavni sodelavci so bili bakrorezec Andrej Trost, risar Janez Koch iz Novega mesta, hrvaški pesnik in učenjak Pavel Ritter-Vitezović, Matija Greischer, Peter Mungerstorff, Johann Wiriex in domačin Jernej Ramschüssl. Sporadično se pojavljajo v delih Janeza Vajkarda Valvasorja še Johann Alexander Boener (tudi Böner), Johann Azelt, Fl. Schnabell in dva monogramista; grafična zbirka pa kaže na neko zvezo z Nizozemci: slikarjem in grafikom Justusom van der Nypoortom, slikarjem Almanachom in morda Ygidiusom van der Heydenom, ki pa sicer niso bili Valvasorjevi sodelavci.
Trost je bil med leti 1678 in 1688 v grafični delavnici na Bogenšperku Valvasorju desna roka in je bil edini, ki je sodeloval pri vseh njegovih izdajah, od prve do zadnje. V baker je vrezal tudi večino prilog in zemljevidov v Slavi vojvodine Kranjske in, po Valvasorjevih risbah, obe veliki panorami Ljubljane in Celovca. Leta 1680 je Valvasor za nadaljnje projekte obdržal le Trosta in Janeza Kocha.
Valvasor v svojem grafičnem zavodu ni bil zgolj organizator, naročnik in plačnik, ampak predvsem tudi glavni delavec. Zrisal je slike krajev, gradov in samostanov za vse topografske izdaje, ki jih je imel v načrtu, kasneje pa še slike za dodane ali spremenjene topografske upodobitve v Slavi vojvodine Kranjske, veliki panorami Ljubljane in Celovca, zemljevide in nekatere druge priloge. V razmeroma kratkem času je očitno po dolgem in počez prepotoval Kranjsko in Koroško in je že tako opravil izredno in zaradi tedanjih potovalnih možnosti komaj predstavljivo dejanje.
Sprva je kazalo, da se bo iz bogenšperškega podjetja razvila celo grafična založba z določenim založniškim in kulturnim programom. Valvasor namreč ni izdeloval le topografskih slik, temveč je izdajal tudi grafična umetnostna dela religiozne in poučno literarne narave, v načrtu pa je imel poleg teh še kartografske, zgodovinske in prirodoslovne izdaje.

#### Dominicae passionis icones
V duhu dobe in iz svojega verskega prepričanja, z željo za srečen začetek dela v svoji založbi je Valvasor izdal leta 1679 kot prvo delo Slike Gospodovega trpljenja (Dominicae passionis icones); delo ima poleg naslova 16 bakrorezov s prizori Kristusovega trpljenja, od zadnje večerje do smrti na križu, ki jih je narisal Johannes Wiriex in v baker vrezal Andrej Trost. Bakrorezi so majhni in se po velikosti nekoliko razlikujejo (višina med 5,8 do 6,1 cm, širina med 7,5 in 8 cm). Vsebina cikla nima posebne spremne razlage; edino besedilo je na prvem listu in je hkrati naslov in posvetilo.  Delo ni prvo po naključju; v seznamu Valvasorjevih del in izdaj to pojasnjuje Erazem Francisci:
Ker je strah božji po besedah preroškega kralja začetek modrosti ter temelj in korenina vseh drugih kreposti, je začel s pobožnostjo in dal najprej vrezati v baker čedno Pasijonsko knjižico z lepimi in umetelnimi okviri ter jo v četverki natisnil na svojem gradu Bogenšperku leta 1679. Risbe je narisal Janez Wiriex z neverjetno velikim trudom in potrpljenjem— Erazem Francisci
S to knjižico je Valvasor morda želel pridobiti naklonjenost visokih duhovniških krogov na Kranjskem, zato jo je posvetil tedanjemu ljubljanskemu škofu grofu Jožefu Rabatti. Poleg tega je bil omenjeni škof umetnostno razgledan in vnet za barok in krepil domača izročila, zaradi vsega tega pa je posvetilo še toliko bolj jasno. Po umetnostni kakovosti je od Valvasorjevih izdaj le-to na najvišjem mestu, gre pa tudi za najboljša dela obeh grafičnih umetnikov; nobeno drugo delo Wiriexa ni znano.

#### Topografiji sodobne Kranjske in lamberških gradov
Istega leta je Valvasor izdal tudi dvoje topografskih del.
Topografija sodobne vojvodine Kranjske (Topographia Ducatus Carnioliae modernae) je album, ki poleg naslovnega vsebuje še 319 bakrorezov mest, trgov, samostanov in gradov, ki so tedaj stali na Kranjskem. Listi so urejeni po abecednem vrstnem redu nemških krajevnih imen, katerim so z malo izjemami dodana tudi slovenska imena. Skupno je upodobljenih čez 300 gradov, samostanov, fužin, rudnikov, trdnjav ipd., 32 trgov in 19 mest, nekaj tega celo v več različicah. Podobe je risal Valvasor sam, bakrorezci podpisanih bakrorezov pa so bili Trost (81 bakrorezov), Ritter Vitezović (60 bakrorezov) in Peter Mungerstorff (36 bakrorezov). Nad dve tretjini slik iz tega albuma je Valvasor kasneje uporabil za Slavo vojvodine Kranjske.
Pod naslovom Topografija lamberških gradov (Topographia arcium Lambergianarum) je Valvasor istega leta izdal izbor 82 podob iz predhodne kranjske Topografije gradov, trdnjav in gospostev, ki so jih dali zgraditi ter jih imeli v lasti grofje Lamberški. Izboru je dodan naslovni list, ki ga je vrezal Trost, in list s tiskanim latinskim posvetilom in anagramom tajnemu cesarskemu svetniku grofu Janezu Maksimilijanu Lambergu.

#### Ovidii Metamorphoseos icones
Leta 1680 je izdal svojo drugo umetnostno publikacijo, Slike Ovidovih Metamorfoz, (Ovidii Metamorphoseos icones) v kateri je 96 bakrorezov prizorov iz Metamorfoz rimskega pesnika Publija Ovidija Nasa. Pri izdaji so sodelovali Trost, Greischer in monogramista ASE in MS o katerih ni nič znanega. Delo je posvečeno grofu Volfgangu Engelbertu Turjaškemu. Kot pri Icones je tudi tu prvi list hkrati posvetilo in naslov, ki se v tem primeru glasi:
Presvetlemu gospodu, gospodu Volfgangu Engelbertu, Svetega Rimskega cesarstva grofu Turjaškemu in Kočevskemu, gospodu v Šumberku in Žužemberku, vrhovnemu in dednemu maršalu slavne vojvodine Kranjske in Slovenske marke in svojemu milostnemu gospodu gospodu posveča te slike Ovidovih Metamorfoz najvdanejši varovanec Janez Vajkard Valvasor 1680.
Po izdaji tretjega Ovidijevega albuma se Valvasor še ni nameraval ločiti od te snovi. V rokopisu je pripravil Satiričnega Ovida z nemškim opisom in nad 170 bakrorezi v velikosti dvanajsterke; dela zaradi spremenjenih načrtov in kasnejšega finančnega zloma ni dokončal. Valvasorjevo zanimanje za Ovidija je razvidno tudi iz tega, da je tudi po finančnem zlomu obdržal več različnih izdaj Ovidijevih del oz. del o Ovidiju v francoščini in nemščini.

#### Topographia Archiducatus Carinthiae modernae
Leta 1681 je Valvasor, kot je sam zapisal, iz vljudnosti segel po sosednji deželi Koroški. Topografija sodobne nadvojvodine Koroške (Topographia Archiducatus Carinthiae modernae) je album z naslovnim in 223 drugimi bakrorezi koroških krajev in gradov. Izdaja je podobna kranjski Topografiji iz leta 1679 in besedilo je podobno urejeno. Naslovni list je narisal Koch, v baker pa ga je vrezal Trost. V latinski pesmi Ritterja Vitezovića, ki se nahaja na začetku albuma je Valvasor prvič naslavljen z L.B. (liber baro), tj. kot baron, prvič pa je tudi omenjen kot stotnik pešcev z Dolenjske. Besedila je natisnil Mayr v Ljubljani. Risar topografije je bil Valvasor, kot grafiki pa so sodelovali Trost Mungerstorff in Greischer. V primerjavi z Valvasorjevo kranjsko sodobno topografijo je koroška urejena bolj sistematično in dosledno, plošče so pravilno oštevilčene in večinoma podpisane. Obogatitev predstavljajo tudi grbi, ki jih pri kranjski sodobni topografiji ni. Valvasorjevo posvetilo v albumu ima zaradi izraza veselja do risanja in zaradi presenetljive misli o turizmu oz. kulturnem popotovanju poseben pomen:
Med drugimi radostmi svobodnega, umetnost ljubečega srca mi je že mnogo let najbolj všeč risanje pokrajin, mest in stavb, kar se je v sedanjem času zelo razmahnilo v velik prid popotovanja željnih in v nič manjšo korist dežela, ker postanejo te z umetnimi risbami po naravi daleč naokrog znane ter se marsikomu vzbudi želja, da bi si oči poživil ob izvirniku, katerega črtež je poprej spoznal na papirju.— Janez Vajkard Valvasor

#### Topographia Carinthiae Salisburgensis
Na izdajo koroške sodobne topografije se nanaša tudi Topografija salzburške Koroške (Topographia Carinthiae Salisburgensis), saj je Valvasor še istega leta iz predhodnega koroškega albuma izbral in ponatisnil 26 bakrorezov, ki predstavljajo posesti salzburške nadškofije na Koroškem. Izboru je dodal bakrorez z naslovom dela, kuenburškim grbom in vedutama Salzburga v ozdaju, ki ga je izrisal Koch in v baker vrezal Trost, ter latinsko posvetilo salzburškemu knezonadškofu Maksimilijanu Gandolfu Kuenburgu; v tem posvetilu Valvasor prvič svojemu imenu doda kratico L.B. Topografija salzburške Koroške predstavlja zadnjo v grafičnem zavodu na Bogenšperku izdano topografijo.

#### Theatrum mortis humanae tripartitum
Na Bogenšperku zadnja umetnostna izdaja je bilo svojevrstno delo z latinsko-nemškim naslovom in besedilom Prizorišče človeške smrti v treh delih (Theatrum mortis humanae tripartitum), ki v treh delih prikazuje mrtvaški ples (1), različne vrste smrti (2) in muke pogubljenih (3). Besedilo je bilo natisnjeno leta 1681 v Ljubljani, bakrorezi pa so bili natisnjeni na Bogenšperku. Knjiga je izšla leto kasneje pri Mayrju v Salzburgu. Po kronogramu, ki v knjigi da dvakrat letnico 1680 je razvidno, da je delo nastajalo tri leta.

## Raziskovanje domovine in okolice
Pestrost Valvasorjevih potovanj in zanimanj prikazujejo zapisi iz njegovega življenjskega dela Slave vojvodine Kranjske. V nasprotju s Schönlebnom, čigar delo je potekalo kabinetno, je bil Valvasor empiričen tip; z izjemo njega tedaj ni bilo na Kranjskem nikogar, ki bi vso deželo tolikokrat in tako podrobno prepotoval in se precej dobro seznanil z razmerami po različnih krajih; sam je za Gorenjsko trdil, da mu je tam znan vsak konec, pot in stezica. Samo dolino nad Jesenicami je prepotoval več kot tridesetkrat. Potoval je na konju skupaj s služabnikom in psom; za ježo je verjetno uporabljal kraške konje, saj jih v zapisih sam dostikrat hvali.
Tako se je leta 1673 v Iškem turnu srečal z baronom Janezom Adamom Engelshausnom s katerim je razpravljal o skrivnostnem jezeru, ki ga okoliški prebivalci včasih opazijo na Mokrcu. Istega leta je bil prisoten med kopanjem kristalov na nekem hribu blizu Turjaka.
Leta 1676 je pri Zavrhu našel devet funtov težek ahat, nekaj let pred tem pa pod Limbarsko goro na Moravškem prav tako lep ahat. Prav tako je leta 1676 na prehodu čez Tržiško Bistrico opazoval moža, ki je čez vodo prenašal ljudi in med tem čez vodo prenesel krošnjarja z vso njegovo opremo. Naslednjega leta je med Snežnikom in Ložem pri mlinarju ob Storžku videl 250 nasoljenih rac, ki jih je potoček občasno vrgel iz podzemlja.
Leta 1678 je bil prisoten med odprtjem groba prvega ljubljanskega škofa Žige Lamberga. Leta 1680 je v samostanu na Osojah na Koroškem opazoval zdravljenje s posebno čudežno kroglo, ki je pomagala s hudimi duhovi obsedenim, norim, gluhonemim in slepim. Tega leta se je Valvasor zaradi nastajanja koroškega albuma precej zadrževal na Koroškem. Leto kasnjeje je pri gradu Bokalce našel čudovit jaspis.
Leta 1682 je pod fužino Jurija Locatellija v Bohinjski Bistrici videl, kako je skupina z enim metom mreže ujela nad 70 postrvi. Začetek avgusta 1683 je na Dolenjskem ogledal jamo pri gradu Rožek, na njenem dnu pa je našel za tisti letni čas veliko ledu. V istem obdobju je bil v Dolenjskih Toplicah priča, ko je poletni vročini sledil silen naliv, zaradi katerega je narasel potok Sušica v katerem so plavale ribe, ki so jih vaščani na veliko lovili.

### Načrt za predor pod Ljubeljem
Leta 1575 je bil tik pod vrhom prelaza Ljubelj zgrajen krajši predor (dolžina 100 m), ki je bil eden prvih gorskih predorov v Evropi.
Nekje okoli leta 1679 je Valvasor izdelal za tiste čase nenavaden načrt za nov predor pod Ljubeljem na kranjsko-koroški deželni meji:
Pred nekaj malega leti sem bil voljan, da bi spodaj ob vznožju napravil luknjo, tako veliko kakor zgoraj, ki bi se skoznjo dalo jahati in voziti; sem jo bil tudi že zmeril. Šla bi pri Sv. Ani v goro, ven pa bi prišla na drugi stranipri Sv. Lenartu in bi peljala čisto naravnost od vhoda do izhoda. Toda contagion ali kuga, ki se je razširila takrat na Dunaju, je to onemogočila. Zahteval sem namreč od Njegovega Ces. Veličanstva za trud in stroške večno mitnino poleg določenega prispevka, a to se v žalostnih in tesnobnih kužnih časih ni dalo doseči. Sicer pa bi bilo to splošno koristno delo in vsakomur znatno v pomoč, ker je treba vsako leto precej izdati za popravilo ceste, a pozimi ostane tam mnogo ljudi, kadar se trgajo plazovi, to je, kadar se sneg zgoraj proži in drsi navzdol. Čez goro je dve milji hoda, ena gor, druga dol; tako pa bi bilo skozi goro le polčetrt milje.— Janez Vajkard Valvasor, Slava vojvodine Kranjske
Ker Valvasor za svoj veliki načrt pri cesarju Leopoldu ni našel razumevanja in tudi ne denarja za njegovo uresničitev, vzrok naj bi bila kuga leta 1679, je kasneje misel na predor opustil, zaradi česar o načrtu ali predlogu ni veliko znanega. Iz Valvasorjevega zapisa v Slavi in drugih podatkov je razvidno, da bi bile dimenzije predora 12 čevljev (3,792 m) v višino in 9 čevljev (2,844m) v širin (mere starega predora), v dolžino pa naj bi meril osminko milje, to je 927,55 m; nemška geografskamilja, ki jo je Valvasor uporabljal, je merila 7420,4m. Omenjena dolžina ne ustreza realnim razmerjem, saj je razvidno tudi to, da je Valvasor predor načrtoval precej nižje od današnjega, namreč v višini cerkva sv. Ane in sv. Lenarta, in bi bil s tem tudi znatno daljši od današnjega, ki meri 1067 m.Za koliko je prehitel čas pove dejstvo, da je današnji predor bil odprt šele leta 1964.

## Stotnik dolenjskih pešcev
Leta 1680 so deželni stanovi Kranjske Janeza Vajkarda Valvasorja imenovali za stotnika pešcev Dolenjske. Njegov prijatelj Ritter Vitezović ga kot stotnika prvič naslavlja v pozdravni latinski pesmi v Topografiji sodobne nadvojvodine Koroške, ki je izšla v začetku leta 1681. To vojaško funkcijo oz. čin, s katerim je bilo zvezano tudi neko plačilo iz deželne blagajne, je Valvasor obdržal nekako deset let.
Službo stotnika pešcev dolenjskega dela Kranjske, tj. vojske oz. posebnih enot, ki so bile sklicane ob nevarnosti izmed podložnikov po posebni izbiri (vsak 10., 20., 30. ali 50. mož) in organizirane po posameznih delih oz. četrtih dežele, so kranjski stanovi zaupali Valvasorju gotovo zaradi odlične vojaške šole, katere je bil deležen v enotah pod poveljstvom grofa Nikolaja VII. Zrinjskega, kasneje pa še v kraljevskem švicarskem pehotnem regimentu v Franciji. Valvasorjevo vojaško znanje je bilo temeljito ne zgolj zaradi dobrega poznavanja Kranjske, temveč bolj zaradi poznavanja njenih mejnih območij, npr. Vojne krajine, ter zaradi dobrega obvladanja kartografije.

### Vojaški pohod na Štajersko
Kot stotnik dolenjske ali spodnje četrti je moral Valvasor leta 1683 prekiniti študij in pisateljsko delo za tri mesece. Za zavarovanje vzhodnih štajerskih meja proti upornim Ogrom pod grofom Batthyányjem in Turkom, ki so v glavni smeri udara pod vodstvom velikega vezirja Kara Mustafe z ogromno armado oblegali Dunaj, so Štajerci prosili Korošce in Kranjce za pomoč. Kranjski stanovi so po načelu vzajemnosti med tremi sosednjimi deželami, ki se je izoblikovalo skozi stoletja, poslali Štajerski v pomoč 400 strelcev. Poveljstvo nad deželno odpravo je v tem primeru prevzel Valvasor kot eden izmed četrtnih stotnikov. V naglici je 7. avgusta ob 14.00 krenila iz Ljubljane pod dvema zastavama v barvah dežele oziroma deželnih stanov, modri in rumeni. V hitrem pohodu so dosegli Lipnico, kjer je s 50 možmi ostal podpoveljnik Portner, in Wildon, kjer je bil Valvasor tudi s 50 možmi; preostali so se utaborili po krajih na graškem polju. Med potjo je prišlo do spora z vojnimim podpoveljnikom štajerskih deželnih stanov v četrti med Muro in Dravo Francem Ignacijem Seifridtom pl. Ehrnfridtom, Valvasor pa je na žalitve odgovoril z besedo in dejanjem; dopisovanje o tem se je zavleklo v naslednje leto. Sporno je postalo tudi vprašanje, kdo lahko daje Valvasorju in deželni odpravi ukaze. O zadevah je Valvasor obvestil deželne stanove v Ljubljani s pismom, ki ga je v Wildonu napisal 17. avgusta.
Od štajerskih deželnih stanov je nato dobil povelje, naj krene proti Fürstenfeldu s ciljem, da reši Radgono in gradove v okolici Fürstenfelda. Po razporedu sta šla s 100 možmi praporščak Volf Albreht Schwab, ki je bil v teh enotah drugi po činu, in podstotnik ali podpoveljnik Janez Krištof Portner s 75 možmi na Burgau, Baron Ferdinand Deleo z enakim številom vojakov na Neudau, na Hohenbruck poročnik s 30, na Kapfstein stražmojster z 10 in na Heimfeld narednik s prav tako 10 možmi. Valvasor je šel proti Fürstenfeldu s 100 možmi in zasedel omenjene kraje na štajersko-ogrski meji, tudi s kranjskimi posadkami. V Fürstenfeld, kjer je bila zaradi udarca strele v smodniški stolp utrdba delno razdejana, je prišel 24. avgusta okoli 14.00, ravno ko so odhajale cesarske čete in se je po poročilih ujetnikov bližalo 6000 Turkov s 13 topovi, da bi se združili s 5000 pred Fürstenfeldom utaborjenimi Batthyányjevimi možmi. Zaradi časti kranjskih deželnih stanov je imel Valvasor v tej težki situaciji namen vztrajati, kolikor bi se dalo.
Valvasor je dal porušiti most pri vratih, ko pa so se začeli bližati uporniki in požigati že v predmestju, so zbežali vsi meščani, tako da je ostalo le 17 ostarelih in 4-5 žensk. Nato je dal streljati na upornike z največjim topom. V tem sta upornike hrabro napadla grof Karel pl. Saurau, polkovnik dragonskega polka, in podpolkovnik grof Dietrichstein z Metternichovim polkom kirasirjev ter jih okoli 300 pobila. Tisto noč je na štajerski strani zgorelo več vasi, naslednje dni pa so za povračilo plenili in požigali po Batthyányjevem ozemlju.
2. septembra so s svojimi enotami prišli polkovnik štajerskih deželnih stanov, baron Stadel, vicegeneral Slavonske krajine, grof Trautmannsdorff, in polkovnik v Ivaniću, grof Thurn, z nekaj tisoč Hrvati; tedaj je šel tudi Valvasor z njimi nad sovražnika. Ko se je zdelo, da bodo uporniki napadli Hartberg, se je Valvasor 15. septembra s 100 možmi, ki jih je imel pri sebi, in s 100 možmi, ki so bili v Radgoni, premaknil proti Hartbergu in ostal tam, dokler nevarnost ni minila.
V zadnjih dneh oktobra se je na pomoč poslana kranjska odprava vračala domov prek Gradca, kjer je dobil ves poveljniški sestav osebno iz rok deželnega predsednika Štajerske Herbarda Turjaškega denarna darila štajerskih stanov. V Ljubljano je prispela 1. novembra. Poveljnik Valvasor je nato izročil svojim možem tiskane izkaze ali spričevala, v katerih potrjuje, da so hrabro opravili vojaško službo in jih zato priporoča oblastnikom in odličnikom v blagohotno naklonjenost. S tem se je tudi zanj vojaška aktivnost končala, vendar je bil leta 1688 še naveden v seznamu plemiških jezdecev pod rumenim praporom, ki bi v primeru potrebe nastopili proti upornim podložnikom gospostva Smlednik na Gorenjskem, vendar do tega ni prišlo.

## Obdobje 1684 - 1688
Leta 1684 je Valvasor na Bogenšperku izdal zemljevidno karto Kranjske, leto kasneje pa še dva zemljevida, karto Koroške in karto Hrvaške. V tem obdobju je tudi tematsko uredil zbirko ok. 8000 umetniških grafičnih listov, ki je bila že pred tem v okviru njegove knjižnice, 18 zvezkov, katerih tiskane naslove je verjetno izdelal ljubljanski tiskar Jožef Tadej Mayr. Zbirka raznovrstnih lesorezov, bakrorezov in risb nad 400 starih mojstrov iz mnogih dežel je vsebinsko pestra. Obsega motive iz stare in nove zaveze, življenja svetnikov in puščavnikov, noše, grbe, zemljevide, arhitekturo, topografijo, prikaze ljudskega življenja, bitke, lov in ribolov, naravo, ljubezenske motive iz Ovida in portrete znamenitih oseb. Deloma so izraz Valvasorjevega osebnega odnosa do sodobne umetnosti, saj vsebujejo originale ali kopije del tedaj znanih umetnikov; bogato sta zastopana npr. Jacques Callot in Albrecht Dürer. 17. zvezek je zanimiv, ker je nastal po Valvasorjevih osebnih zvezah; v njem so originali njegovega risarja Janeza Kocha, Nizozemca Almanacha, Jerneja Ramschüssa, Justusa van der Nypoorta in drugih.

### Potovanja in raziskovanja
Leta 1684 se je Valvasor brez spremstva in z voščeno svečo spustil zelo globoko v neko luknjo ob vasi Peče na Moravškem. Po njegovem mnenju se ta jama razteza skozi Limbarsko goro do Blagovice. V jami je našel fosilne t.i. "kačje jezike" (glosopetri), ki so sicer značilni za Malto; praznoverni kmetje so verjeli, da gre za hudičeve kremplje. Iz jame je prilezel brez razsvetljave, saj mu je sveča ob spodrsljaju v jami ugasnila.
Istega leta je Valvasor spremljal nekega Angleža in dva Holandca, katerim je poleg raznih deželnih znamenitosti pokazal tudi jami v Postojni in Predjami. 23. junija je v prisotnosti grajskega kaplana, katerega mu je kot spremstvo dodelil baron Janez Franc Rosetti zgradu Školja, in svojih služabnikov želel prepričati o posebnih lastnostih nekega oreha v vasi Lokev na meji med Kranjsko in Goriško. Drevo naj bi do tedaj ostalo suho, na kresno noč ozelenelo, cvetelo in rodilo sadove v velikosti kot druga drevesa; domačini to drevo imenujejo "Svetega Jana oreh" (Suetiga Juuana Orch). Orehovo drevo, pod katerim je prebil vso noč, je bilo sicer že tri dni deloma zeleno, vendar je v kresni noči zares ozelenelo, sadovi pa so bili majhni. O čudnih lastnostih drevesa kljub temu ni dvomil.
Naslednjega dne, 24. junija 1684, je Valvasor na poti iz Lokve domov prenočil v bližini Logatca; od tamkajšnjih kmetov je zvedel za nek studenec, o katerem je sicer že bral pri Bavčerju in Schönlebnu, ki teče le ob določenih urah dneva in noči, sicer pa tedaj ko se ga posameznik dotakne. H studencu se je odpravil takoj naslednji dan v spremstvu dveh kmetov. Obdržal je le svojega konja, svoje služabnike pa je poslal naprej na Vrhniko. Pot ga je vodila po prostrani divjini in visokih hribih do samotne kmetije, od koder jih je do naslednje kmetije peljala neka ženska. Gospodar slednje kmetije je vedel za omenjeni studenec in jih odvedel tja. Odprava je sicer prišla do vode v kraju Stari mlin ali Pri starem mlinu, imenovane Bela, vendar zaradi kamenja, ki se je utrgalo in zadelalo studenec, poskusa ni bilo mogoče izvesti. Ker pri sebi ni imel potrebnega orodja, ljudi pa zaradi nedelje ni želel gnati k delu, je odnehal. Kljub vsemu je med potjo do Vrhnike o studencu spraševal najrazličnejše ljudi; izvedel je, da naj bi ta voda imela zdravilen učinek na ljudeh in živini,.nenavadno obnašanje izvira pa naj bi povzročal zmaj, ki naj bi se nahajal v gori in ima studenec po njem ime, v potrdilo pa so mu povedali, da so mlade zmaje pri vodi že kdaj ujeli. Valvasorja ta razlaga ni prepričala, ni pa spoznal, da govorijo o posebni naravni posebnosti dežele, človeški ribici ali močerilu; Valvasorjev zapis je prvi o tej živali. Valvasor se s samim povpraševanjem ni zadovoljil in tako se je 11. septembra ponovno odpravil v Stari mlin, kjer so mu očistili luknjo in studenec je lahko preveril; izpeljal je precipitiranje in druge observacije, zmeritev naklona odprtine in ugotovil, da v notranjosti deluje sifon ali natega, zaradi česar izvir deluje po principu rarefakcije. Glede zdravilnih učinkov je menil, da bi jih utegnilo biti še več, če bi jo prav in natančneje preučili, žal pa je znana le okoliškim prebivalcem in še ti se zanjo bolj malo zmenijo.
Decembra 1684 je v Rakovem Škocjanu ponovno spremljal tujega popotnika, Francoza.

### Cerkniško jezero
Cerkniško jezero, do katerega je z Bogenšperka potoval poldrugi dan prek neravnega, divjega in visokega gorovja, je kot naravni fenomen Valvasor zavzeto raziskoval v letih 1684 in 1685 in se zato velikokrat tam zadrževal.
Cerkniško jezero je bilo kot svetovno naravno čudo raziskovano in opisovano s strani mnogih učenjakov pred Valvasorjem, ki jih na začetku svoje razprave tudi sam našteva, vendar je njegov vsestransko privlačni in obsežni popis največ pripomogel k povečanju zanimanja.
Valvasor si je razlagal, da delovanje jezera omogočajo podzemeljske votline oz. dovajalna jezera v Javornikih in podzemeljsko jezero pod Cerkniškim jezeriščem, ki na precej zapleten način prek nateg ali sifonov povzročajo polnjenje in praznjenje jezera in druge pojave. Tako je v osnovi pravzaprav prevzel teorije starejših avtorjev. Za zgled in dokaz je jemal pojave v Postojnski in predvsem Podpeški jami:
Ta (Podpeška) jama je moj ščit in obramba zoper vse tiste, ki o stvari sodijo, čeprav je ne razumejo, in dvomijo o delovanju Cekniškega jezera, kakor sem ga opisal, in o možnosti, da je v zemlji toliko naravnih jezer, kanalov in nateg, ki tako učinkujejo.— Janez Vajkard Valvasor
24. avgusta 1685 je bil naprisoten pri lovu v jami Vodonos in tega dne videl na tem kraju tudi opazoval, kako je mož s svojo naravno vodo, ki se destilira v telesu, odstranil ženski prisesano pijavko. 1. oktobra 1685 je v Valvasorjevi prisotnosti ribič Jernej Roženta izvedel poskus s klicanjem pijavk v jamah Narti in Pijavice, 18. oktobra pa je bil Valvasor z njim pri jami Veliki bobnarici; na nebu je grmelo in v jami se je kot posledica možnega drugega izhoda iz jame v pusto divjino Javornika slišalo močno bobnanje. Ker je obstajala nevarnost narasle vode, sta z ribičem stopila v čoln in s težavo prišla na suho. Tedaj je Valvasor opazil, da brizga voda iz jame Suhadolice z veliko silo in meče ven mnogo črnih, skoraj golih in slepih rac, ki so plavale na gladini.
Po tem, ko je v glasilu Angleške kraljeve družbe Filozofski spisi prebral članek o Cerkniškem jezeru, je 3. decembra 1685 s Kraljevo družbo stopil v stik. Družba je Valvasorja cenila in ga za opis Cerkniškega jezera leta 1687 izvolila v svoje članstvo, kar je bilo tudi edino formalno priznanje, ki ga je Valvasor kdaj dobil za svoje polihistorsko delo.
Valvasor je s svojim popisom je za Cerkniško jezero spodbudil tudi nove raziskovalce z mnogih krajev, prvi za Valvasorjem pa je bil domačin Franc Anton Steinberg, ki je napisal o jezeru samostojno monografijo. Kljub velikim prizadevanjem in vsestranskem opazovanju tako Valvasorju kot njegovim predhodnikom in kasnejšim raziskovalcem ni uspelo povsem pojasniti vsega, kar se dogaja v jezeru in pod njim.

### Verska romanja
Valvasor se je večkrat odeležil cerkvenih proščenj in romanj. Tako je večkrat na Jakobovo nedeljo na Zasavski Sveti gori prisostvoval pogostitvi, katero je po običaju roviški župan pripravil svojemu deželnosodnemu gospodu z Lebeškega gradu.
29. avgusta 1688 se je Valvasor udeležil vsakoletnega romanja na Kum na Jernejevo nedeljo.

## Stik s Kraljevo družbo
Povod za navezavo stikov s Kraljevo družbo za izboljšanje naravne vednosti je bila v družbinem glasilu Filozofski spisi objavljeno poročilo o Cerkniškem jezeru in Idrijskem rudniku, ki ga je napisal član družbe, dr. med. Edward Brown, ki je po interesu in naročilu družbe potoval po severni, srednji in jugovzhodni Evropi med letoma 1668 in 1673.
Prvo pismo tajniku Kraljeve družbe, v katerem natančno predstavlja sebe, svojo rodbino, svoje dosedanje delo, nazore in načrte, je Valvasor v latinščini, tako kot vsa nadaljna pisma Kraljevi družbi, napisal 3. decembra 1685. V njem opisuje kranjske naravne znamenitosti, med drugimi Cerkniško jezero, kot zanimivost pa omenja polhe. V pismu tudi toži glede Turkov, ki posredno vplivajo na to, da se kranjski domačini ne zanimajo za naravna bogastva svoje dežele.
5. marca 1686 je Valvasor, ker do tedaj ni dobil odgovora in ker je bil v dvomih, ali je pismo srečno prispelo, poslal tajniku Kraljeve družbe novo pismo z večinoma enako vsebino z manjšimi razlikami. Pismu je dodal tudi risbo glavnega mesta Ljubljane.
Iz Valvasorjevega naslednjega pisma Kraljevi družbi z dne 15. aprila je razvidno, da je na prvo pismo nazadnje le dobil odgovor z dne 1. januarja, vendar vsebina odgovora ni znana. V novem pismu Valvasor poroča, da je pred tremi dnevi (12. aprila) poslal kraljevemu predstavniku v Benetkah Johnu Hopkinsu popolno Topografijo Kranjske, popolno Topografijo Koroške, vse tri dele Prizorišča človeške smrti, slike glavnih mest Celovca in Ljubljane, mesta Reke, gradu Bogenšperka, karti Kranjske in Hrvaške, slike Soteske in Ajmanovega gradu, samostana Mekinje in kipa Device Marije. V pismu dalje govori o vlivanju omenjenega kipa in o svojem izumu vlivanja zelo finih skulptur. Ponovno poveličuje in razpravlja tudi o Cerkniškem jezeru in sprašuje, ali naj da opis le-tega natisniti in ali naj ga v tem primeru posveti prav Kraljevi družbi, kar je na Kranjskem navada in posebna čast. Poleg tega opisuje tudi opazovanje čudnega oreha v vasi Lokev na meji med Kranjsko in Goriško, ki ostane povsem suho do godu sv. Janeza Krstnika, ko v eni noči požene listje, cvetove in obrodi sadove kot druga drevesa v tem obdobju. Kratko omenja še, da je na Kranjskem našel kamne, imenovane "kačji jeziki" in se sicer nahajajo na Malti. Ob koncu pisma v pripisu sporoča, da pripravlja kroniko Kranjske v nemščini, ki bo natisnjena v Nürnbergu na račun knjigarnarja Wolfganga Moritza Endterja in bo obsegala ok. 500 pol in približno toliko bakrorezov ter, da bo prihodnje leto (1687) dokončana in natisnjena.
To pismo je srečno prispelo na naslov, Kraljeva družba pa je soglasno sklenila, da se Valvasorju izkaže dolžna zahvala, ker je z njimi stopil v stik in za podarjeno geografsko in topografsko dokumentacijo. Thomas Gale je tako Valvasorju pisal v Londonu 3. junija 1686, da je družbi vseeno ali svoja poročila o vlivanju kipov in o Cerkniškem jezeru pošlje natisnjena ali v rokopisu ter, da jih lahko napiše v latinščini, italijanščini ali francoščini in, da če se avtor strinja, lahko družba poročila uvrsti med svoje filozofske razprave. Pripominja tudi, da naj kot resnično potrdi le tisto, kar je sam s preizkusom spoznal kot zanesljivo, drugo pa naj navede le kot govorice. Na koncu pisma Gale navaja nekaj lokevskemu orehu podobnih primerov iz Anglije, ki jih je Valvasor kasneje ponatisnil v Slavi vojvodine Kranjske.
Valvasorjev odgovor je šele sledil 29. avgusta, ker je bil vmes nekaj tednov zdoma. Iz začetka pisma je razvidno, da je zahvalo družbe razumel, kot da je že sprejet v članstvo in se tudi za to zahvaljuje. Večina pisma je namenjenega opisovanju vlivanja finih kovinskih kipov. Na koncu pisma dodaja, da bo opis Cerkniškega jezera poslal kmalu ter, da prosi, da bi ga uvrstili in objavili v Filozofskih spisih. Opisuje tudi, da je pisal Hopkinsu v Benetke, ker o pošiljki še ni dobil obvestila. Zahvaljuje se tudi za poročilo o primerih angleških dreves, povprašuje pa še o tem, kako naj pošlje opis Cerkniškega jezera. Ko je bilo pismo prebrano je znameniti angleški naravoslovec Robert Hooke pripomnil, da se Valvasorjev postopek vlivanja kipov ne razlikuje bistveno od običajnega, da je iznajdba v dodatku bizmuta ali cinka medenini, kar povzroči, da kovina lažje teče, zaradi česar je mogoče vlivanje tanjših kipov.
Sledilo je še eno Valvasorjevo pismo, v katerem ponovno obljublja, da bo poslal poročilo o Cerkniškem jezeru, k pismu pa je priložil karto Hrvaške, katero je sam izdelal. Od tega pisma dalje se je korespondenca med Valvasorjem in Kraljevo družbo začela nekoliko zatikati. Deloma so k temu prispevale stvarne težave, saj je bilo leto 1687 za Valvasorja polno družinskih nesreč in težav, delo za Slavo vojvodine Kranjske pa tudi ni dopuščalo odlašanja. V nadaljnjem dopisovanju je znan Galov odgovor na Valvasorjevi predhodni pismi, ki sicer ni datiran, verjetno pa je bil napisan v začetku leta 1687, ni pa znano, ali je to pismo Valvasor v resnici prejel. V le-tem odgovoru Gale opravičuje svoje odlašanje z odgovorom z razlogom, da bi Valvasorju družba rada poklonila zadnje izdaje Filozofskih spisov, kar se namerava zgoditi ob priložnosti. Dalje poroča, da bo v razpravah v najkrajšem času objavljen njegov postopek vlivanja finih kipov, do česar je res prišlo istega leta v januarski, februarski in marčni (186.) številki Filozofskih spisov. Sporoča tudi, da Valvasorjeva aprilska pošiljka še ni prispela, vendar je za to že vse urejeno. Glede opisa Cerkniškega jezera veli, naj ga pošlje po pošti, glede karte Hrvaške pa omenja, da je družbo zelo razveselila, saj bodo neznane in napačno zarisane dežele sedaj pravilno izrisane ter, da družba upa, da bo isto geografsko umetnost v primeru, da bo "barbarski narod" (Turki) potisnjen nazaj, razširil še na premagane dežele. Opominja ga, da je pri zemljevidih uporabil nekoliko preveliko dolžino; v ta namen ga prosijo, naj opazuje 29. marca zjutraj opazuje, ko se bo Saturn skril in prikazal izza Lune, saj bodo opazovali tudi v Londonu, da bi se s tem merjenjem dognala razlika v dolžinah med Londonom in Ljubljano. Do tega znanstvenega sodelovanja med Ljubljano in Londonom verjetno ni prišlo, saj ni dokazov, da bi to pismo doseglo naslovnika.
V nadaljnjem pismu, ki ga je Valvasor spisal šele 17. novembra 1687 in je bilo v bistvu spremno pismo k opisu Cerkniškega jezera, katerega je zaradi določenih okoliščin Valvasor utegnil poslati šele tedaj, uvodoma obveščal tajnika družbe, da je glede svoje aprilske pošiljke še dvakrat pisal v Benetke vendar ni prejel odgovora. Poseže v dogodke vse do začetka leta in pri tem ne omenja Galovega pisma. Piše, da je bil opis Cerkniškega jezera že dolgo časa pripravljen, vendar ni bil dobro sestavljen. Omenja, da je bil zaposlen zaradi smrti dveh sinov in žene v postu ter novega zakona z baronico Ano Maksimilo ter tudi, da je bil nedavno na Hrvaškem. Veliko časa je namenil tudi svojemu historično-topografskemu opisu Vojvodine Kranjske, ki z nad 400 polami in nad 500 slikami, od tega z 200 že natisnjenimi, obeta postati zanimivo in obsežno delo; poslati ga namerava takoj, ko bo natisnjeno. Pri tem sprašuje, ali bi mogel dobiti za to delo od družbe ali njenih članov posvetilno pesem, ki bi jo vstavil na začetek knjige, saj je to in podobno na Kranjskem posebno cenjeno.
Posvetila Valvasor ni prejel, aprilska pošiljka pa je očitno le prispela na cilj, saj Kraljeva družba še danes hrani nekaj poslanega gradiva. Poslani opis Cerkniškega jezera je odločilno prispeval k temu, da je družba že na seji 14. decembra 1687 Valvasorja izvolila za svojega člana; istega dne so bili v članstvo izvoljeni tudi William Wotton, Jean de Hautefeuille in Benjamin Middleton. Družba je na seji prebrala prvi del opisa, astronom Edmond Halley pa je izvedel poskus, s katerim je prikazal izpraznitev in polnenje Cerkniškega jezera, kot ga je opisal Valvasor. Drugi del opisa so prebrali na naslednjem sestanku, 11. januarja 1688, skrajšano v angleščini pa 21. marca. Kandidati za članstvo so bili predlagani že prej, kdo jih je predlagal pa ni znano:
14. december 1687
Predseduje sir Cyrill Wyche, podpredsednik...

G. Janez Vajkard Valvasor iz Kranjske, g. William Wotton, g. Hautefeuille in g. Benj. Middleton, ki so že prej bili predlagani in potrjeni za kandidate za Svet, so tega dne bili z glasovanjem izvoljeni.

Prebran je bil prvi del pisma g. Valvasorja iz Kranjske, ki je natančen opis Cerkniškega jezera v tej deželi, s poročilom o mnogih podzemnih prehodih in odprtinah, skozi katere voda priteka in odteka iz jezera, kakor tudi o načinih ribarjenja v teh odprtinah, z lastniškimi in posestniškimi pravicami nekaterih gospodov, ki imajo pravico ribarjenja v tem jezeru. Ostalo je preloženo na naslednjo sejo...
Halley je izpeljal poskus, s katerim je prikazal izpraznitev in nenadno ponovno polnjenje Cerkniškega jezera. Vzel je dve posodi, namestil eno više od druge ter ju povezal s cevmi v različnih višinah, tako daje voda odtekala iz zgornje posode mnogo hitreje, ko je bila polna, kot pa takrat, ko je bila napol prazna. Spodnja posoda je imela samo eno cev za izpust vode, prejete iz zgornje posode, ki pa ni bila dovolj velika, da bi odtekla vsa iz zgornje posode dotekajoča voda, medtem ko je bila ta skoraj polna. Na ta način se je spodnja posoda napolnila in tretja posoda, ki je bila postavljena vanjo in katere dno je bilo večkrat preluknjano, je stalno vsebovalo vodo. Ko pa je voda v zgornji posodi upadla in se je sčasoma prekinila zveza s spodnjo posodo, je v tejčez nekaj časa zmanjkalo vode in tretja posoda s preluknjanim dnom je ostala suha. S tem je bil zelo dobro prikazan način polnjenja in praznjenja Cerkniškega jezera, tako kot ga opisuje g. Valvasor.
Družba se bo ponovno sestala po praznikih.— Del zapisnika Kraljeve družbe ob izvolitvi Valvasorja v članstvo
Izvolitev v članstvo Kraljeve družbe je Valvasorju pomenila veliko čast in odlikovanje, saj so članstvo predstavljali le najuglednejši sodobni znanstveniki. Izvleček poročila o Cerkniškem jezeru je bil objavljen že v decembrski številki (191) Filozofskih spisov v angleščini, zatem pa še v Acta Eruditorum v Leipzigu dve leti kasneje v latinščini.
Nadaljnje sodelovanje Valvasorja in Kraljeve družbe ni povsem jasno. Valvasor v svojem zadnjem znanem pismu družbi, ki ga je v Ljubljani napisal 15. novembra 1688, sporoča, da na dve pismi, tisto z dne 17. novembra 1687, ki je prispelo z opisom Cerkniškega jezera, in drugo z 19. marca 1688, ni dobil odgovora. Prosi, naj mu družba odgovori glede prejema opisa Cerkniškega jezera.
Vsaj do novembra 1688 Valvasor ni prejel obvestila o izvolitvi za člana Kraljeve družbe, niti za objave svojih poročil v Filozofskih spisih. Tako se je Valvasor za člana Kraljeve družbe v svojih nadaljnih delih imenoval nejverjetneje zgolj na podlagi svoje domneve glede pisma družbe z dne 3. junija 1686.

## Slava vojvodine Kranjske
Vrhunec in hkrati sklep Valvasorjevega znanstvenega udejstvovanja predstavlja njegovo največje in najpomembnejše delo Slava vojvodine Kranjske s polnim naslovom:
Slava vojvodine Kranjske, to je, resnična, temeljita in prava lega in ustroj te v marsikateri stari in novi zgodovinski knjigi sicer pohvalno omenjene, vendar doslej še ne prav popisane rimsko-cesarske sijajne dedne dežele, ki jo je sedaj s popolnim in izčrpnim popisom vseh njenih pokrajin, dolin, polj, gozdov, gora, tekočih in stoječih voda, podzemeljskih gorskih jezer, predvsem svetovno znanega čudežnega Cerkniškega jezera, tudi čudovitih jam in mnogo drugih nenavadnih naravnih čudes, prav tako rastlin, rudnin, rudnikov, dragih kamnov, starih novcev, živali, ptic, rib itd., vrh tega okolišev, gospostev, gradov, mest, trgov, obmejnih stavb in trdnjav in njihovih tako nekdanjih kot sedanjih lastnikov ali predstojnikov, poveljnikov, prebivalcev, jezikov, navad, noš, obrti, opravil, vere, svetnikov, patriarhov, škofov, redov, župnij, cerkva, samostanov itd., dostojanstev, služb, sodišč, stanov in družin; kakor tudi deželnih knezov, letopisov, starih in novih znamenitosti po lastni prav natančni poizvedbi, raziskavi, izkušnji in z zgodovinskotopografskim opisom v petnajstih, a v štiri glavne dele razdeljenih knjigah s številnimi podobami in ličnimi bakrorezi izdal Janez Vajkard Valvasor, baron, preslavnih kranjskih deželnih stanov stotnik dolenjske strani in član angleške Kraljevske družbe, toda v čisto nemščino spravil in na željo z mnogimi dodatnimi pojasnili, opombami in zgodbami razširil Erazem Francisci, svetnik grofovske hiše Hohenloh und Gleichen. Ljubljana leta 1689. Dobi se pri Wolfgangu Moritzu Endterju, knjigarju v Nürnbergu. S privilegijem Svetega Cesarskega Veličanstva

### Začetki
Na svojem večletnem potovanju med letoma 1666 in 1671 je Valvasor prišel do spoznanja, da tujci Kranjsko poznajo zelo slabo ali pa je sploh ne, zaradi česar pa je tudi ne znajo ceniti. Nekateri tuji učenjaki so se v pogovoru z Valvasorjem celo smejali, ko je beseda tekla o pojavih na Cerkniškem jezeru. Iz teh spoznanj se je Valvasorju rodila misel predstaviti tujcem Kranjsko v sliki in besedi  ter tako odpraviti neupravičeno mnenje o njeni vrednosti.
Okoli leta 1680 je prišlo pri Valvasorjevem načinu dela do ključnega preobrata, na katerega je pomembno vplivalo tudi sodelovanje in osebno prijateljstvo z Janezom Ludvikom Schönlebnom, ki je leta 1681 po številnih teoloških, geneaolških in drugih spisih izdal daljšega besedila domače zgodovine pod naslovom Starodavna in sodobna Kranjska, zvezek I (Carniolia antiqua et nova, tomus I), ki obravnava dogodke do leta 1000. Za sodelovanje pri načrtovanem drugem zvezku, ki bi prikazal sodobno Kranjsko je priletni avtor iz dejstev razvidno pridobil Valvasorja, ki se mu je za to nalogo zdel najprimernejši. Schönleben sicer Valvasorja v v tem kontekstu ne omenja posebej, vendar nakazuje to možnost ne samo to, da je Valvasor kasneje nadaljeval Schönlebnovo delo, se na stvar pogosto vračal in se nanjo skliceval v Slavi vojvodine Kranjske, temveč že samo mesto v Schönlebnovem predgovoru v Carniolii:
Nova natančna topografska predstavitev bi morala biti delo nekoga drugega, ki bo celoto pregledal s svojimi očmi. In to v aparatu.— Janez Ludvik Schönleben, Carniolia antiqua et nova, tomus I
Valvasor je sklenil spremeniti svoje delo in izdati literarno topografijo Koroške, predvsem pa podati vsestranski opis domovine Kranjske, to pa je vplivalo tudi na delo v bogenšperškem grafičnem zavodu; od sodelavcev je obdržal le Kocha in Trosta, s katerima je odslej pripravljal slikovno gradivo zemljevide, panorame in drugo za obe načrtovani publikaciji.
Pri izvedbi svojega ambicioznega programa, s katerim je želel svojo domovino tujini vsestransko prikazati, se je Valvasor oprl na severne vzore; v Nemčiji je od konca 16. stoletja in v 17. stoletju deloval krog, ki je posebno prizadevno gojil topografsko slikarstvo. Izdelki te vrste so imeli veliko kulturno, a manjšo umetniško vrednost, ker avtorji niso težili toliko za potrpežljivim in umetniškim oblikovanjem, ampak bolj za obilnostjo in dokumentarnostjo, saj je postalo pravilo, da se izdelujejo bakrorezi le po originalnih predlogah, risanih v naravi pred predmetom samim. Iz te struje izhaja tudi nemški topografski publicist Matevž Merian mlajši (1621 - 1687) iz Frankfurta, ki je bil Valvasorjev neposredni pobudnik in vzornik; o njegovem vplivu Valvasor piše:
Najbolj pa meje gnalo, da bi ustregel upravičeni želji Matevža Meriana, ki je v svoji Topografiji avstrijskih dežela ali popisu avstrijski vladarski hiši podložnih dežela na III. listu vzkliknil: 'Slavna vojvodina Kranjska potrebuje moža, a ta pomoči in podpore, da bi sestavil kroniko ali vsaj opis ter s to plemenito deželo, ki ne leži v kakem majhnem kotu, kakor si to predstavljajo nekateri tujci, bolje seznanil inozemce in tudi tuzemce, zakaj celo mnogi Kranjci vedo malo povedati popotniku o svoji deželi.'

## Pozna leta in smrt
Stroški obsežne zbirateljske, znanstvene in publicistične dejavnosti, ki jih je Valvasor večinoma nosil sam, saj je dobil od deželnih stanov le skromno podporo, in obveznosti, ki so izvirale iz delno še neporavnane kupnine za posestva Bogenšperk, Lihtenberg in Črni potok, so ob izidu Slave Vojvodine Kranjske presegli njegove finančne zmožnosti ter ga prisilili, da je začel posest odprodajati. 30. januarja 1680 je baronici Ani Maksimili Moscon za 6400 goldinarjev deželne veljave in 100 tolarjev za likof prodal posestvo Črni potok. Poravnal je tudi dolžno vsoto iz leta 1672.
Valvasor se je moral ločiti tudi od knjižnice in grafične zbirke. Oboje naj bi v odkup ponudil kranjskim deželnim stanovom za ureditev javne knjižnice, ti pa ponudbe niso sprejeli ali pa so odlašali. Eventualno je leta 1690 oboje, verjetno s posredovanjem Pavla Ritterja Vitezovića, kupil zagrebški škof Aleksander Ignacij Mikulić, ki je to veliko pridobitev vključil v škofijsko knjižnico. Kot izpričujejo zapuščinski inventarji, niso prišle vse knjige v Zagreb in jih je Valvasor obdržal zase. Za poravnavo obveznosti te prodaje niso zadostovale in gospodarski propad je bil nezaustavljiv. Poleg tega nagrada večletnemu sodelavcu Erazmu Francisciju gotovo ni bila nizka. Leta 1691 je Stiškemu samostanu prodal del desetine od 30 kmetij ob Temenici.
Končno je 2. oktobra 1692 prodal še gospostvi Bogenšperk in Lihtenberg Janezu Andreju Gandinu Liliensteinskemu in njegovi ženi Mariji Salomi (roj. Tauffrer); prejem celotne kupnine je potrdil 8. oktobra 1692. Istega leta je 10. decembra baronu Francu Zetschkerju prodal hišo v Ljubljani, torej je hiša prešla v last ženinega sorodstva.
Iz ostanka imetja je februarja 1693 od Jakoba Vodnika kupil meščansko hišo v Krškem, katero naj bi po tradiciji leta 1609 postavil mestni sodnik in trgovec Luka Kunec. Nekaj gotovine, srebrnina, dva konja in razmeroma veliko predmetov za osebno in hišno rabo dokazuje, da Valvasor tudi po prodaji zemljiških gospostev ni bil popolnoma brez sredstev in v revščini.

### Smrt
V Krškem je Janez Vajkard Valvasor preživel kratek preostanek svojega življenja in tam septembra ali oktobra v svojem 53. letu starosti tudi umrl. Kot datum smrti se v literaturi pojavlja datum 19. september, vendar ta podatek ni utemeljen. V literaturi se kot vzrok smrti pojavlja podagra in s to diareja, ki sta prav tako samo domnevni. Kot kraj pokopa se tradicionalno navaja kapela na gradu Medija, vendar o tem ne obstajajo trdni dokazi. Pojavlja se tudi teorija, da bi lahko bil pokopan na pokopališču ob župnijski cerkvi v Krškem, ki je bilo kasneje prestavljeno, obstaja pa tudi domneva o njegovem pokopu v kripti župnijske cerkve v Krškem.
Nedoletne otroke je v skrb prejel Jurij Andrej Graffenweger s Slatne, kateremu je bil tudi predano dolžno pismo za 3000 goldinarjev iz zapuščnine. Janez Gregor Dolničar je sodelavcu Janezu Vajkardu Valvasorju sestavil epitaf:
Najboljšemu gospodu Janezu Vajkardu Valvasorju, po rodu iz Ljubljane, slavne vojvodine Kranjske opisovalcu, Kraljevske družbe Anglije akademiku zaradi njegovega, po vrednosti za nikomer ne zaostajajočega proučevanja starožitnosti, ki je bil združil svojo lastno predanost muzam s čutom dolžnosti, vojaško službo z znanostjo, so dali spričo njegovih vseskozi odličnih del postaviti ta poznim rodovom zgovorni spomenik mestni svet in meščani ljubljanski pred III. dnem decemberskih id 1693.— Janez Gregor Dolničar

## Zakon in potomci
Janez Vajkard Valvasor je bil poročen dvakrat:
- z Ano Rozino Graffenweger (* 1658, † 1687), s katero je imel devet otrok:[33]
  - Marija Sidonija (1674 - 1676)
  - Maksimila Kordula (1675 - 1677)
  - Ana Terezija (1677 - 1681)
  - Ivana (1678 - 1748)
  - Volf Vajkard (1679 - 1737)
  - Janez Gottlieb (1681 - 1687)
  - Janez Ludvik (1683 - 1752)
  - Janez Volf Engelbert (1684 - 1752)
  - Franc Jožef (1686 - 1687)
- z Ano Maksimilo Zetschker, s katero je imel štiri otroke:[89]
  - Katarina Frančiška (1688 - 1747)
  - Regina Konstancija (? - 1755)[90]
  - Franc Engelbert (1693 - ?)

V zakonu z Ano Maksimilo se je Valvasorju rodil še en otrok, vendar o le-tem ni podatkov.

## Zapuščnina
Valvasor je zaradi svojega prispevka k slovenski znanost in kulturi ena ključnih osebnosti slovenske zgodovine. Upodobljen je bil na bankovcu za 20 SIT.
Prevod Slave vojvodine Kranjske iz nemščine so med letoma 2009 in 2012 opravili Doris, Božidar in Primož Debenjak, iz latinščine Aleš Maver, pobudnik, urednik in vodja projekta pa je bil Tomaž Čeč.